# نصيرة بن صديق
نصيرة بن صديق باحثة ومؤرخة جزائرية، من مواليد 4 ديسمبر 1949 م بولاية برج بوعريرج.